# Alto de Sierra (Santa Lucía)
Alto de Sierra es una localidad de la Provincia de San Juan, Argentina, dentro del Departamento Santa Lucía.

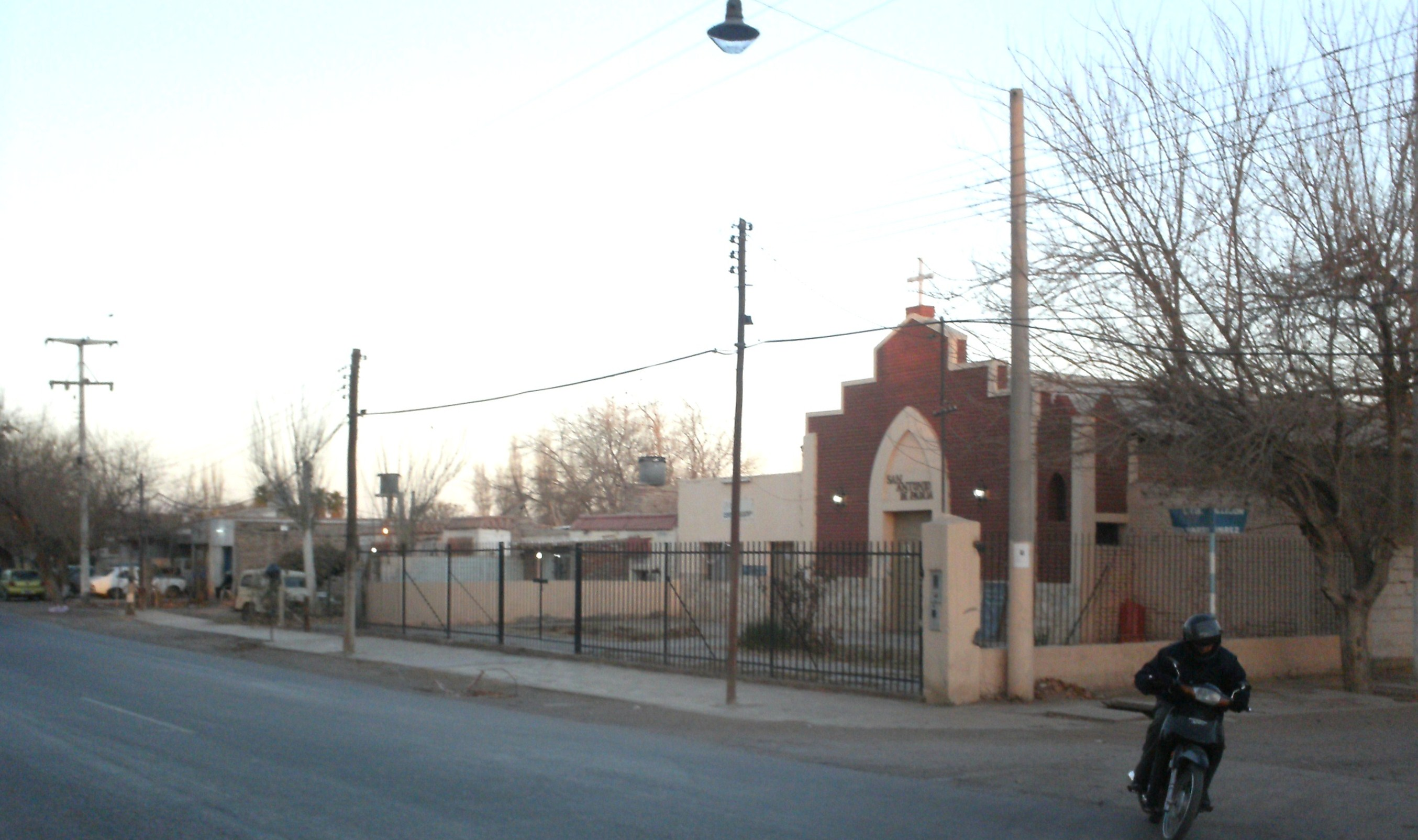
La iglesia católica de Alto de Sierra.

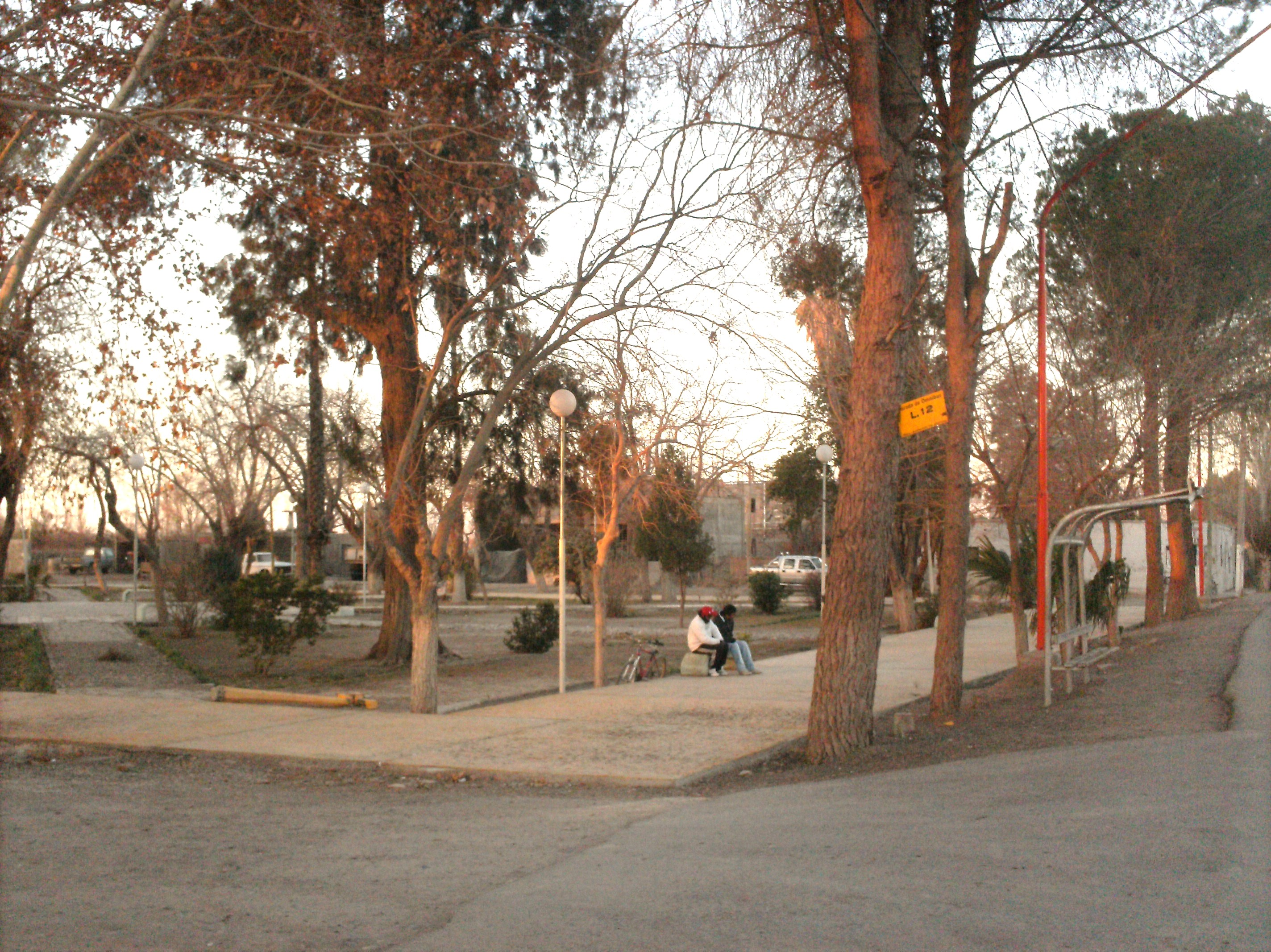
Plaza principal de Alto de Sierra.

Se encuentra delimitando al Departamento San Martín a orillas del río San Juan. En él se ubica un puente de acero de 1900, y se lo denomina Puente de Hierro, por este mismo se produce el ingreso de los departamento San Martín y departamento Angaco hacia la ciudad de San Juan, provocando una gran actividad vehicular sobre el distrito

## Población

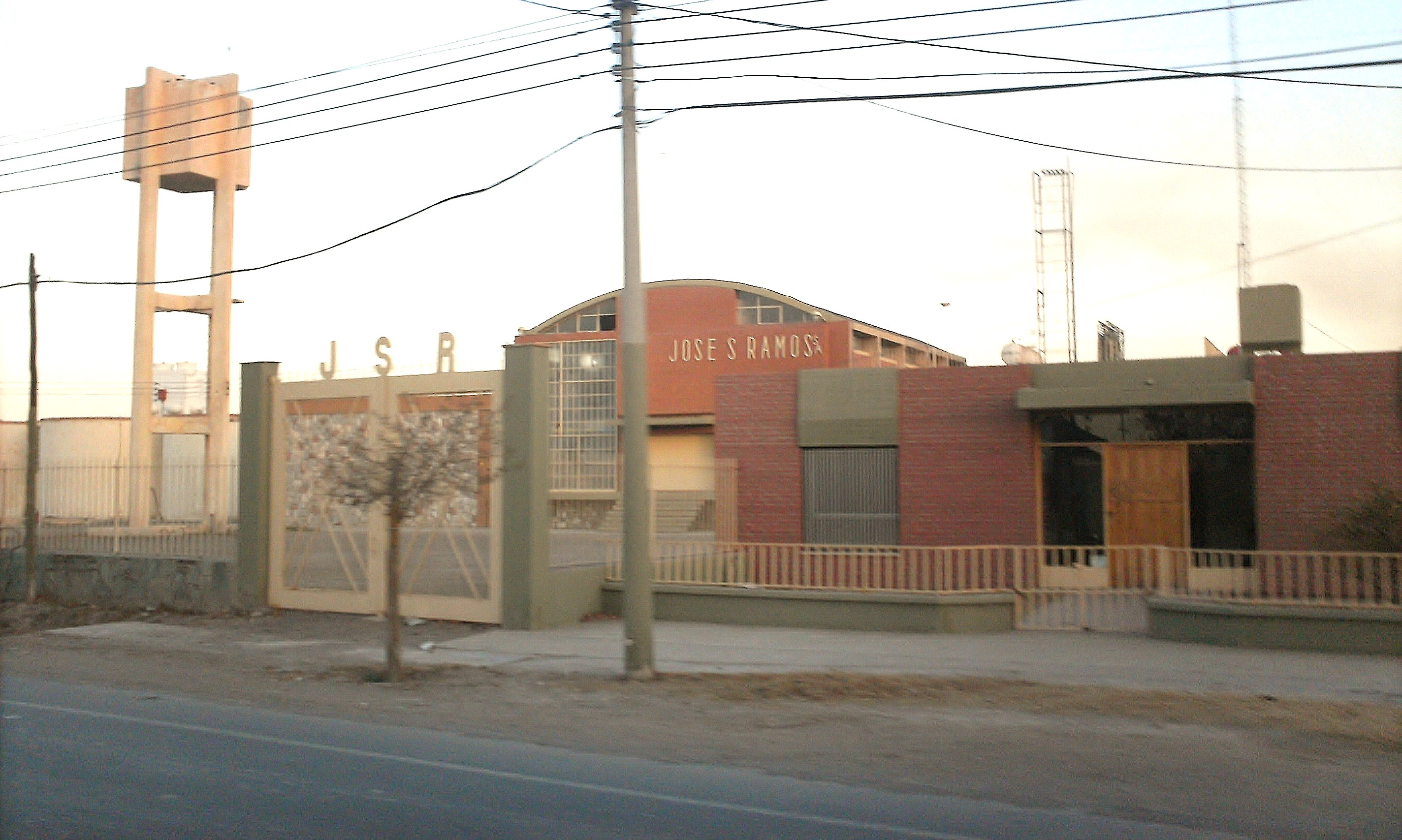
La vitivinicultura en Alto de Sierra.

Forma parte del componente Santa Lucía del Gran San Juan cuya población total es de 43,063 habitantes (Indec, 2001), de los cuales 3,207 habitantes (Indec, 2001) pertenecen a Alto de Sierra.

## Sismicidad
La sismicidad del área de Cuyo (centro oeste de Argentina) es frecuente y de intensidad baja, y un silencio sísmico de terremotos medios a graves cada 20 años en distintas áreas aleatorias.

### Terremoto de Caucete 1977
El 23 de noviembre de 1977, la región fue asolada por un terremoto y que dejó como saldo lamentable algunas víctimas, y un porcentaje importante de daños materiales en edificaciones.
El Día de la Defensa Civil fue asignado por un decreto recordando el sismo que destruyó la ciudad de Caucete el 23 de noviembre de 1977, con más de 40.000 víctimas sin hogar. No quedaron registros de fallas en tierra, y lo más notable efecto del terremoto fue la extensa área de licuefacción (posiblemente miles de km²).
El efecto más dramático de la licuefacción se observó en la ciudad, a 70 km del epicentro: se vieron grandes cantidades de arena en las fisuras de hasta 1 m de ancho y más de 2 m de profundidad. En algunas de las casas sobre esas fisuras, el terreno quedó cubierto de más de 1 dm de arena.

#### Sismo de 1861
Aunque dicha actividad geológica ocurre desde épocas prehistóricas, el terremoto del 20 de marzo de 1861 señaló un hito importante dentro de la historia de eventos sísmicos argentinos ya que fue el más fuerte registrado y documentado en el país. A partir del mismo la política de los sucesivos gobiernos mendocinos y municipales han ido extremando cuidados y restringiendo los códigos de construcción. Y con el terremoto de San Juan de 1944 del 15 de enero de 1944 (81 años) el gobierno sanjuanino tomó estado de la enorme gravedad sísmica de la región.